# One Man Gang
George Gray (* 12. Februar 1960 in Chicago, Illinois) ist ein ehemaliger US-amerikanischer Wrestler. Er wurde vor allem unter seinem Ringnamen (The) One Man Gang bekannt, trat in der WWF auch als Akeem „The African Dream“ auf.
Er trat während seiner Karriere in den vier größten Wrestling-Promotionen (National Wrestling Alliance, World Wrestling Federation, World Championship Wrestling und Extreme Championship Wrestling) Nordamerikas auf.

## Karriere

### Anfänge
Gray wuchs in Spartanburg, South Carolina auf und begann seine Wrestlingkarriere bereits 1977, im relativ jungen Alter von 17 Jahren. Er trat in den unabhängigen Ligen in der Region um Kentucky und Tennessee an. Seine ersten erwähnenswerten Erfolge verbuchte er bei International Championship Wrestling, einer Organisation, welche von Angelo Poffo, dem Vater von Randy Savage, betrieben wurde. Gray trat dort als Crusher Broomfield auf, dessen Vertrag laut Storyline von Randy Savage besessen wurde. Eine interessante Notiz am Rande ist, das Ron Garvin, der Savage den Vertrag durch ein Match abnahm, zu dieser Zeit One Man Gang genannt wurde.

### Mid South Wrestling
Nachdem er bei Mid South Wrestling angestellt wurde, wurde er der Gruppierung Devastation Inc. hinzugefügt, welche von Skandor Akbar angeführt wurde. Sein Debüt gab er dort als Regelbrecher.
Jim Ross, damals Kommentator in dieser Liga, war der erste, welcher den hünenhaften Gray als The One Man Gang bezeichnete. Diese Bezeichnung blieb als Grays neuer Ringname bestehen und es wurde dementsprechend auch ein neues Gimmick ausgearbeitet. Gray trat in der Folgezeit auch für die texanische Promotion World Class Championship Wrestling sowie in Florida und Japan an.

### Universal Wrestling Federation
Seine vorläufig letzten Auftritte in den regionalen Ligen machte er für die nun in Universal Wrestling Federation umbenannten MSW, wo er 1986 den UWF Heavyweight Titel erhielt.
Im Mai 1987 erhielt er dann ein lukratives Angebot von der World Wrestling Federation und gab seinen Titel nach 6 Monaten in einem Match an Big Bubba Rogers ab.

### World Wrestling Federation
Am 12. Mai 1987 gab Gray als One Man Gang sein Debüt bei der WWF. Er bekam Slick als Ringbegleiter zur Seite gestellt. Im Zuge der gesundheitlichen Probleme des Altstars Superstar Billy Graham wurde Gray derjenige, der in einer Storyline diesen mit einem Big Splash in den Ruhestand schickte. Daraufhin trat er 1987 bei der ersten Survivor Series als Mitglied des Teams um André the Giant gegen das von Hulk Hogan an.
Nachdem André the Giant den Titel von Hulk Hogan gewonnen hatte und ihn an Ted DiBiase weitergab, wurde der Titel für vakant erklärt. Bei Wrestlemania IV fand daher ein Titelturnier statt, an dem auch One Man Gang teilnahm. Er besiegte in der ersten Runde Bam Bam Bigelow durch Auszählen und bekam ein Freilos für das Viertelfinale, wurde jedoch im Halbfinale gegen Randy Savage disqualifiziert. Danach wurde er in der WWF nur noch in der mittleren Kampfkarte eingesetzt.
Im September 1988 änderte sich sein Gimmick: er sollte nun afrikanische Wurzeln haben und wurde ab sofort Akeem the African Dream genannt, sprach im afroamerikanischen Slang und tanzte Jive.
Mit The Big Boss Man bildete er das Tag Team The Twin Towers. Durch eine Fehde mit dem aus Hulk Hogan und Randy Savage bestehenden Team The Mega Powers kam Gray wieder in den Main Event. Bei der Survivor Series des gleichen Jahres verlor das von den Twin Towers angeführte Team gegen das Team der Mega Powers durch Disqualifikation.
Bei Wrestlemania V besiegten die Twin Towers das Tag Team The Rockers (Shawn Michaels und Marty Jannetty). In der Folgezeit bereitete man einen Split des Teams vor, wobei der Big Boss Man zum Face wurde. Das ehemalige Team trat bei Wrestlemania VI gegeneinander an und Akeem unterlag in diesem Match. Er blieb bis Oktober 1990 in der WWF, wurde aber nur noch in der unteren Kampfkarte eingesetzt.

### World Championship Wrestling
1991 kam Gray zu World Championship Wrestling und trat nun wieder als One Man Gang auf. Er bekam Kevin Sullivan zur Seite gestellt und wurde in eine Fehde mit El Gigante eingebunden. Das Ganze gipfelte in einem Match, in welchem der Verlierer die Organisation verlassen musste. One Man Gang verlor und verließ die WCW.
1995 kehrte er zur WCW zurück und wurde Mitglied des Stables Dungeon of Doom. Er besiegte Kensuke Sasaki und wurde dadurch United States Champion, musste diesen Titel aber bald wieder an Konnan abgeben. Wenig später verließ er die WCW endgültig.

### Extreme Championship Wrestling
Im Jahr 1998 trat er bei November to Remember, dem damaligen Hauptevent von Extreme Championship Wrestling an.

### Rücktritt
1999 hatte Gray einen Herzinfarkt und hat seit dem einiges an Gewicht verloren. Seinen letzten offiziellen Auftritt hatte er bei World Wrestling Entertainment, als er dort bei Wrestlemania XVII an einer Gimmick Battle Royal als One Man Gang teilnahm. Danach erklärte er seinen Rücktritt vom aktiven Wrestling. Gray tritt noch gelegentlich bei kleineren Independent-Promotionen und auf Conventions auf.

## Privatleben
George Gray ist verheiratet und lebt in Baton Rouge, Louisiana. Nach seiner aktiven Zeit als Wrestler arbeitete George Gray als Wärter im Todestrakt des Louisiana State Penitentiary, bis er auf Grund von andauernden Rückenschmerzen, vermutlich aus seiner zeit als aktiver Wrestler, seinen Job dort verlor. 2016 verlor er außerdem sein Haus bei einer Flutkatastrophe in Baton Rouge.

## Erfolge
- Championship Wrestling Florida

- 1× NWA Florida Brass Knuckles Championship
- 1× NWA Florida United States Tag Team Championship (mit Ron Bass)

- Mid-Atlantic Championship Wrestling

- 1× NWA Mid-Atlantic Tag Team Championship (1 mit Kelly Kiniski)

- Universal Wrestling Federation

- 1× UWF Heavyweight Championship (1-mal)

- World Championship Wrestling

- 1× WCW United States Heavyweight Championship

- World Class Championship Wrestling

- 1× WCCW Six-Man Tag Team Championship (mit Killer Tim Brooks & Mark Lewin)

- World Wrestling All-Stars

- 1× WWA World Heavyweight Championship

- World Wrestling Council

- 2× WWC Hardcore Championship

- andere Titel

- 2× Superstars of Wrestling Australian Championship

## Wissenswertes
Gray arbeitet heute als Wärter im Todestrakt des Staatsgefängnis von Louisiana.